# Samardo Samuels
Samardo Anthony Samuels (Trelawny, 9 gennaio 1989) è un cestista giamaicano.

## Carriera
Nel 2003 ha ottenuto una borsa di studio per la Our Savior New American School di Long Island, trasferendosi così negli Stati Uniti. Durante il suo primo anno viene notato da Dan Hurley, allenatore della St. Benedict's Prep School di Newark, che decide di offrirgli una borsa di studio. Nel 2008 aiuta la sua scuola a classificarsi prima nel ranking nazionale, perdendo una sola partita. Nello stesso anno viene eletto giocatore dell'anno a livello liceale da USA Today.
Notato da Rick Pitino, si è in seguito iscritto all'Università di Louisville. Nel suo primo anno ha avuto una media di 11,8 punti, 4,9 rimbalzi e 1,3 stoppate in 25,1 minuti di utilizzo, tirando con il 57,8% dal campo; è stato inoltre nominato per quattro volte matricola della settimana della Big East Conference. Nel suo secondo anno ha avuto una media di 15,3 punti, 7,0 rimbalzi (entrambi record per la squadra) e 1,1 stoppate in 29,3 minuti di utilizzo, con un career-high di 36 punti contro l'Università di Notre Dame. È stato inoltre inserito nel terzo quintetto ideale della Big East Conference. A fine stagione ha deciso di rendersi eleggibile al draft 2010.
Non viene selezionato al draft, ma viene comunque ingaggiato dai Chicago Bulls per la Summer League del 2010. Ha avuto una media di 12,6 punti e 7,4 rimbalzi.
Il 10 agosto 2010 firma un contratto triennale a 2,3 milioni di $ con i Cleveland Cavaliers; una parte del contratto era garantita. Fa il suo debutto contro i Toronto Raptors, segnando 7 punti. Il 27 dicembre 2010 viene assegnato agli Erie BayHawks, la squadra di D-League affiliata ai Cavs. Il 1º gennaio, dopo solo 2 partite, viene richiamato dai Cavs. Il 2 marzo 2011 viene schierato per la prima volta in carriera nel quintetto iniziale, in sostituzione dell'infortunato Antawn Jamison, segnando un careerhigh di 23 punti e 10 rimbalzi. Chiude la stagione con 7,8 punti e 4,3 rimbalzi in 19,0 minuti con 37 gare giocate, 10 delle quali nel quintetto titolare (in queste ha avuto una media di 12,9 punti). Il 28 dicembre 2012 viene assegnato ai Canton Charge, in D-League, venendo richiamato il 31 dicembre. Chiude la sua seconda stagione con 54 partite disputate, nelle quali ha avuto una media di 5,4 punti e 3,3 rimbalzi in 15,3 minuti di utilizzo, con un season-high di 17 punti contro i Detroit Pistons. Nella stagione successiva disputa 18 partite, con 3,2 punti e 1,6 rimbalzi di media. Il 6 gennaio 2013 viene tagliato dai Cavs.
Il 17 gennaio 2013 viene ingaggiato dai Reno Bighorns, in D-League. Con la nuova squadra ha una media di 19,8 punti e 10,3 rimbalzi.
Nell'aprile 2013 firma un contratto fino al termine della stagione con l'Hapoel Gerusalemme, con cui disputa 13 partite con una media di 12,2 punti e 4,0 rimbalzi in 22,4 minuti. Realizza un season-high di 22 punti ai play-off contro il Maccabi Netanya; sempre ai play-off, contro il Maccabi Tel Aviv, ha realizzato 20 punti in gara-2 e 12 rimbalzi in gara-3.
Al termine dell'esperienza con l'Olimpia Milano firma un contratto con Barcellona che rescinde al termine della stagione 2015-16.

## In Italia
Il 25 luglio 2013 l'EA7 Olimpia Milano comunica pubblicamente il suo ingaggio. Il centro giamaicano è la prima scelta e firma un contratto che lo lega alla squadra meneghina per due stagioni. Il 20 ottobre 2013 realizza 21 punti, 11 rimbalzi e 1 stoppata, per un 29 di valutazione, che permette all'Olimpia di battere la storica rivale Cimberio Varese.
La sua stagione è però condizionata dalla frattura della mano destra riportata a Kaunas con un'assenza dai campi di gioco di circa due mesi. Ma in gara 2 della finale contro Siena si dimostra nuovamente decisivo con la cattura di ben 15 rimbalzi. Assieme all'Olimpia Milano vince il campionato italiano 2013-14.
Al termine della stagione 2014-15 lascia Milano per giocare con il Barcellona.
Il 17 marzo 2017, Samuels torna in Italia firmando con la New Basket Brindisi.

## Controversie
Nel gennaio del 2018 viene denunciato per ingiurie per un fatto risalente a qualche settimana prima: Samuels, che stava occupando senza diritto un posteggio per disabili con la sua Porsche Panamera, all'arrivo della legittima proprietaria la aggredisce, insultandola e colpendole l'auto; la targa della macchina del giocatore viene poi identificata grazie ad una foto scattata dal marito della donna prima che il cestista giamaicano se ne andasse via.
L'8 marzo 2025 i militari del Nucleo radiomobile di Milano ricevono una richiesta di aiuto da parte di alcuni condomini minacciati da Samuels. Quando si recano sul posto trovano Samuels nel cortile del palazzo in evidente stato di alterazione, con bevande alcoliche in mano, la musica alta e il suo cane molosso libero di vagare. Dopo che è stato portato in caserma, diversi condomini si sono recati al cospetto dei carabinieri per sporgere querela e raccontare altri episodi. Sull'ex stella della pallacanestro pendeva già un divieto di avvicinamento nei confronti della famiglia da lui minacciata.

## Palmarès

### Squadra
- Campionato italiano: 1

Milano: 2013-14
- Supercoppa spagnola: 1

Barcellona: 2015
- Liga catalana: 1

Barcellona: 2015

### Individuale
- McDonald's All-American Game (2008)